# Ludwigsmoos
Ludwigsmoos ist ein Pfarrdorf und Ortsteil von Königsmoos im Landkreis Neuburg-Schrobenhausen, der zum Regierungsbezirk Oberbayern in Bayern gehört. Zur Gemarkung gehört auch noch das Dorf Achhäuser, das bis zur Gebietsreform Ortsteil der Gemeinden Sinning bzw. teilweise von Hollenbach und Dinkelshausen war. Der ehemalige Ortsteil Grabmühle gehört heute zur Gemeinde Langenmosen.

## Geographie
Ludwigsmoos ist ein Straßendorf und liegt im Westen des Donaumooses.
Ludwigsmoos liegt an der nordöstlich-südwestlich verlaufenden Staatsstraße St 2049 von Ingolstadt (Südumfahrung) nach Pöttmes. Achhäuser liegt an der nordwestlich-südöstlich verlaufenden Staatsstraße St 2050 von der Bundesstraße 16 bei Straß nach Schrobenhausen. Die beiden Straßen kreuzen sich südlich von Achhäuser.
Die Nachbarorte von Ludwigsmoos und Achhäuser sind im Südwesten Klingsmoos, im Westen Ehekirchen und seine Ortsteile Wallertshofen, Seiboldsdorf und Dinkelshausen, sehr weit im Norden Rohrenfels und seine Ortsteile Wagenhofen und Neustetten, im Nordosten Stengelheim und Untermaxfeld, im Osten Obergrasheim und Untergrasheim, im Südosten Berg im Gau und seine Ortsteile Lampertshofen und Eppertshofen und im Süden Langenmosen mit seinem Ortsteil Grabmühle.
Zur Gemarkung Ludwigsmoos gehört auch noch das Landschaftsschutzgebiet Laich bei Ludwigsmoos.

## Geschichte
Frühe Ausgrabungen deuten auf eine Besiedelung der Gegend bereits in der Jungsteinzeit hin, so ein Rechteckbeil östlich des Laichs und eine Pfeilspitze aus Hornstein. Auch ein frühbronzezeitlicher Dolch wurde gefunden. Aus dem Fundamentgraben der katholischen Kirche stammt eine Römermünze.
Ludwigsmoos wurde ab 1822 besiedelt, nachdem das Moor des Donaumooses trockengelegt worden war. Damals hieß es Ludwigsfeld nach dem damaligen bayerischen König Ludwig I.

1831 wurde die Gemeinde Ludwigsmoos aus den Orten Ludwigsmoos (jetzt umbenannt), Klingsmoos (ehemals Theresienfeld), Grabmühle (heute bei Langenmosen) und das Kolonistenanwesen des Peter Lohner gebildet. Es sollte eine einheitliche Moosgemeinde sein. Da dies den Klingsmoosern nicht passte, ersuchten sie um Formation einer eigenständigen Gemeinde, was ihnen 1845 genehmigt wurde; sie schieden also bis auf Weiteres wieder aus.
Achhäuser wurde nach der sogenannten Donaumoos-Ach benannt, die das ganze Donaumoos durchfließt und an deren beiden Ufern sich das Dorf Achhäuser aufreiht.
Bis zum 1. Juli 1972 gehörte die selbstständige Gemeinde Ludwigsmoos mit seinem Ortsteil Grabmühle zum schwäbischen Landkreis Neuburg an der Donau und fiel dann mit der Gebietsreform in Bayern an den vergrößerten, nunmehr oberbayerischen Landkreis Neuburg an der Donau, der am 1. Mai 1973 den Namen Landkreis Neuburg-Schrobenhausen erhielt. Am 1. Januar 1975 erfolgte der Zusammenschluss der drei Moosgemeinden Klingsmoos, Ludwigsmoos (jetzt mit Achhäuser) und Untermaxfeld zu Königsmoos.
1834 wurde in Ludwigsmoos eine katholische Kolonieseelsorgestelle errichtet und 1856 eine katholische Filialschule erbaut. Die evangelische Gemeinde erhielt 1857 eine Schule und ein Vikariat Ludwigsmoos sowie 1864 eine Kirche im neugotischen Stil. Zu Pfarreien erhoben wurden 1893 die katholische Seelsorge und 1912 das evangelische Vikariat. Ebenfalls 1912 wurde die katholische Pfarrkirche Sankt Maximilian erbaut, eine neubarocke tonnengewölbte Saalkirche mit Dachreiter (Chor Ende 18. Jahrhundert); der Architekt war Franz Baumann aus München, die Deckenbilder schuf Gebhard Fugel.
Der Donaumoospegel beim Anwesen Ludwigstraße 88 zeigt die Moorsackung seit 1836 um 2,85 Meter (Stand 2006).

## Persönlichkeiten
- Lorenz Specht (* 1931 in Ludwigsmoos; † 2016), Motorradsportler
- Theo Berger (* 1941 in Ludwigsmoos; † 2003 in Straubing), Gewaltverbrecher